# Cylloceria brachycera
Cylloceria brachycera là một loài tò vò trong họ Ichneumonidae.